# Alex Van Halen
Pour les articles homonymes, voir Van Halen (homonymie).
 (mai 2019).
Si vous disposez d'ouvrages ou d'articles de référence ou si vous connaissez des sites web de qualité traitant du thème abordé ici, merci de compléter l'article en donnant les références utiles à sa vérifiabilité et en les liant à la section « Notes et références ».
Alexander Arthur van Halen, dit Alex Van Halen, est né le 8 mai 1953  à Amsterdam aux Pays-Bas. Il est le batteur du groupe de hard rock Van Halen, groupe qu'il a formé en 1972 avec son frère Eddie Van Halen (1955-2020) .
Il se classe à la 51ème place du classement des 100 meilleurs batteurs de tous les temps du magazine Rolling stone 

## Enfance et adolescence
En 1962, la famille van Halen quitte les Pays-Bas pour Pasadena en Californie. Les deux frères reçoivent une éducation musicale de piano classique. Bien qu’Alex soit connu comme batteur, il commence comme guitariste et c’est son frère, Eddie, qui est percussionniste.
D’après la légende entretenue par les deux frères, Alex s’entraînait à la batterie alors qu’Eddie livrait des journaux pour la payer. Ce serait en écoutant Alex reprendre un solo de batterie qu’Eddie décida de changer et de se mettre à la guitare.
Alex finit ses études à Pasadena en 1971. Il s’inscrit ensuite dans une école musicale où il apprend la théorie musicale, la composition et les arrangements musicaux. C’est à cette occasion qu’il rencontre Michael Anthony qui deviendra plus tard le bassiste du groupe.

## Carrière musicale
Les premiers groupes d’Alex (toujours accompagné de son frère) sont The Broken Combs (qui joue des concerts pendant la pause de midi à l’école et dans lequel Alex joue du saxophone), The Trojan Rubber Company, Genesis, et The Space Brothers. À cette époque, ses influences musicales principales sont Buddy Rich, Keith Moon, John Bonham et Ginger Baker.
En 1972, ils forment le groupe Mammoth' où Alex joue de la batterie, Eddie de la guitare et Mark Stone de la basse. En 1974, la composition du groupe change, Stone est remplacé par Michael Anthony et David Lee Roth est engagé comme chanteur. Pour des raisons de conflit avec un autre groupe, Mammoth change son nom en Van Halen. 
Le groupe commence à jouer dans des bars et des clubs du sud de la Californie et devient rapidement apprécié. En plus de son rôle de musicien, Alex est également le manager et le trésorier du groupe.
Le style d’Alex ainsi que sa voix sont uniques et facilement reconnaissables. Il a reçu un nombre impressionnant de récompenses et de prix et est reconnu par ses pairs comme l’un des plus éminents percussionnistes du rock.

## Équipement
Kit actuel : batterie Ludwig
Cymbales : Paiste, depuis 1983
- 20" 2002 Medium
- 19" 2002 Crash
- 15" 2002 Sound Edge Hi-Hat
- 20" 2002 Crash
- 24" Giant Beat Ride
- 24" 2002 Big Ride
- 20" 2002 Medium